# Kasteel van Merkem
Het Kasteel van Merkem (ook: Kasteel de Coninck de Merckem) is een kasteel in de tot de West-Vlaamse gemeente Houthulst behorende plaats Merkem, gelegen aan Westbroekstraat 1.

## Geschiedenis
Omstreeks 1130 werd door de lokale heer een mottekasteel gebouwd. Dit werd later tot een volwaardig kasteel uitgebouwd. Het was bezit van, achtereenvolgens, de families Van Grammene (tot 1351), Van Moerkerke (tot 1419), Villain (tot 1460), Halewijn (tot 1610), Merode (tot 1764), Van Outryve (tot 1797) en De Coninck.
Het kasteel brandde af in 1381, werd herbouwd, werd tijdens de godsdiensttwisten verwoest in 1566, en werd weer herbouwd. In 1764 werd het gekocht door Jean Jacques van Outryve, en deze verbouwde het in classicistische stijl. In 1797 kwam het kasteel door huwelijk aan de familie De Coninck.
Tijdens de 1e helft van de 19e eeuw werd het kasteel opnieuw uitgebreid, onder meer werden stallen en een koetshuis aangebouwd, waardoor het complex een U-vormige plattegrond kreeg. Ook werd een torentje bijgebouwd. In het 3e kwart van de 19e eeuw werd het park naar het westen uitgebreid.

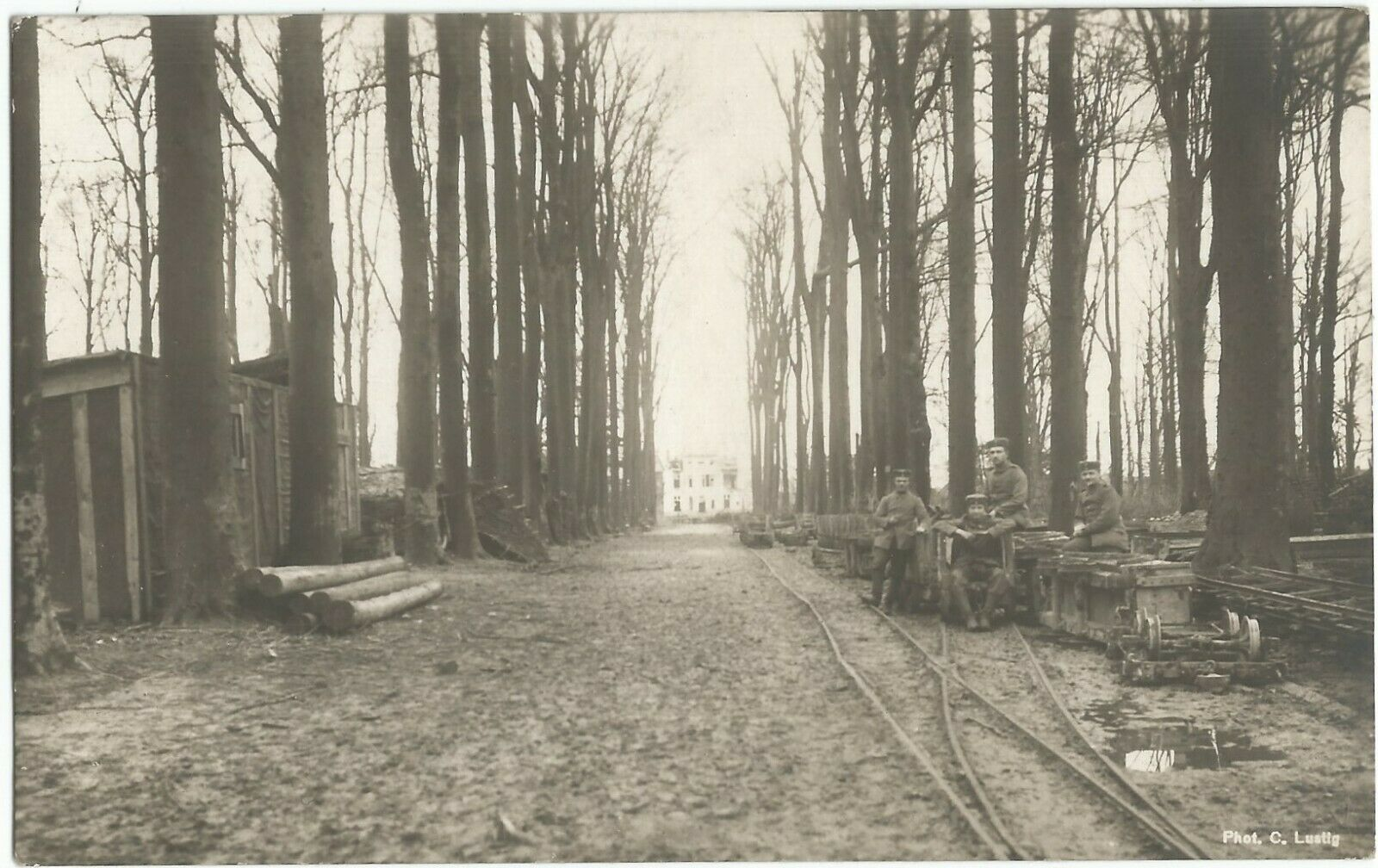
Kasteel van Merkem, 1916

Eind oktober 1914 namen de Duitsers bezit van kasteel en park en richtten er een uitkijkpost in, terwijl ook diverse bunkers werden gebouwd. Park en kasteel werden verwoest.
Vanaf 1923 werd een nieuw kasteel gebouwd, naar ontwerp van Jules Coomans. Ook het park werd gerestaureerd.

## Gebouw
Het huidige kasteel is van 1923 en bevat elementen uit Vlaamse neorenaissance. Het is een tamelijk massief bouwwerk onder wolfsdaken op rechthoekige plattegrond.
Het park is in landschapsstijl, met een langgerekte vijver. Ook zijn er nog restanten van de Duitse uitkijkpost aanwezig.